# Гилёв, Сергей Васильевич
Сергей Васильевич Гилёв (7 [19] августа 1854, Кудымкар, Пермская губерния — 6 октября 1933, Рязань, Московская область) — русский оперный певец (баритон), первый исполнитель партии Онегина в опере П. И. Чайковского «Евгений Онегин», хормейстер, педагог, композитор, музыкально-общественный деятель, организатор первой в Екатеринбурге певческой мужской капеллы из 55 хористов-любителей (капеллы Гилёва) в 1883—1885 годах, изобретатель музыкальных инструментов «Пиччитона» и хроматического клавишного камертона, автор кантат, романсов, хоровых сочинений и хоровых аранжировок, а также методических пособий по пению, игре на фортепиано, сольфеджио и музыкальной грамоте, профессор Рязанского музыкально-педагогического техникума.

## Биография

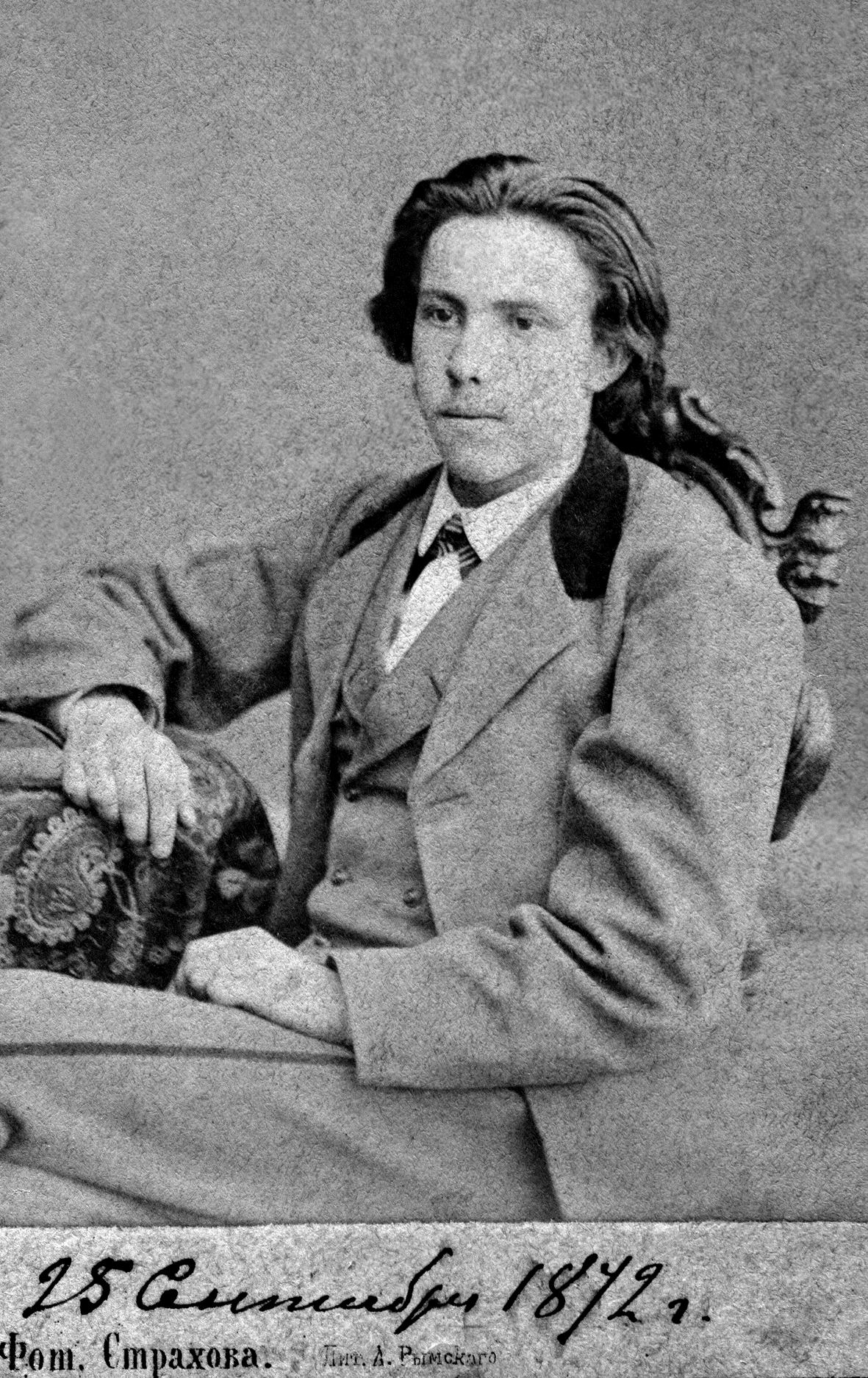
С. Гилёв, студент Московской консерватории

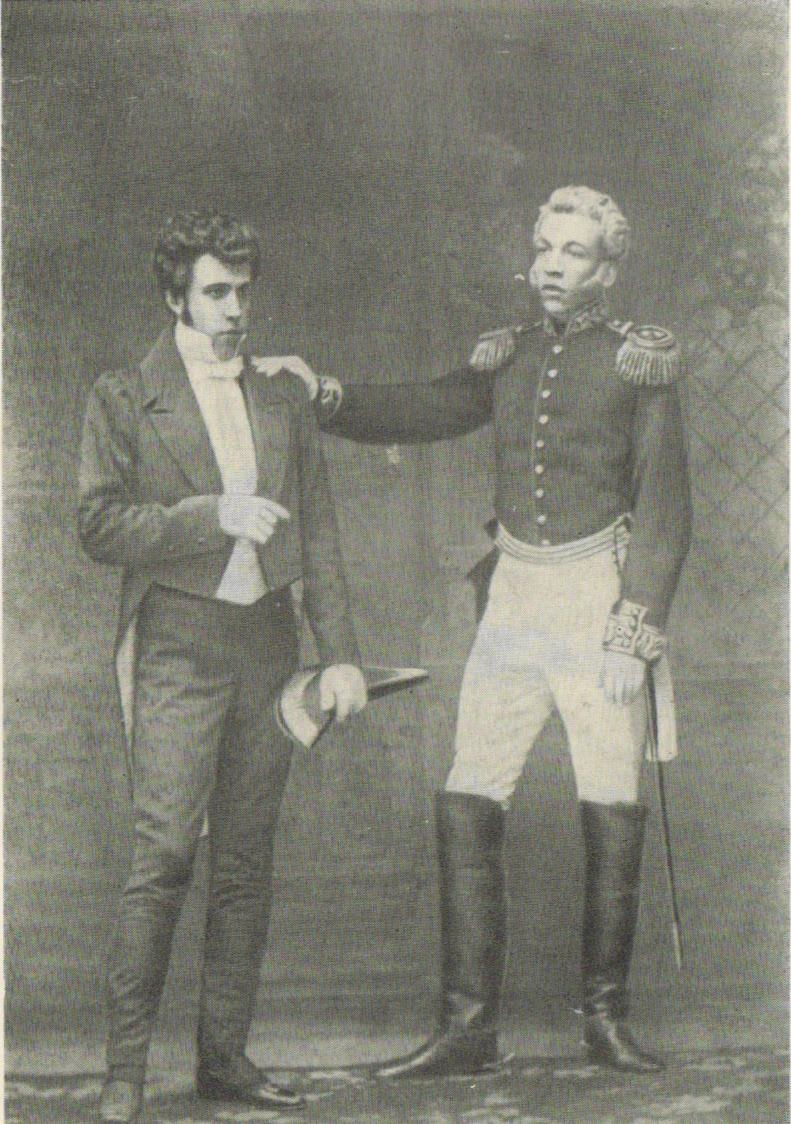
С. Гилёв в роли Онегина и В. Махалов в роли Гремина. 1879

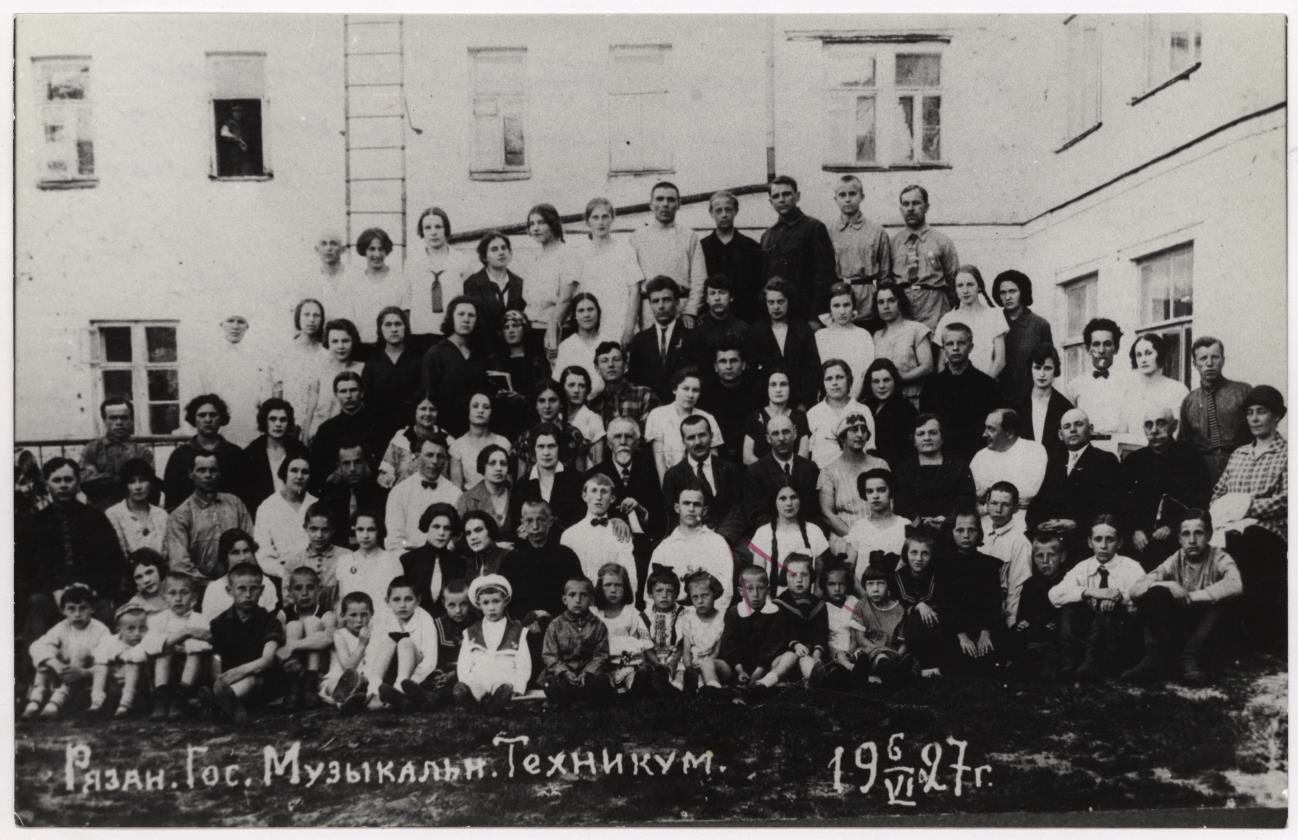
Рязанский государственный музыкальный техникум 19.06.1927

Родился 7 августа 1854 года в посёлке Кудымкарское Соликамского уезда Пермской губернии, в семье крепостных дворовых графа Строганова. Отец, Василий Федорович Гилёв — заводской приказчик, мать, Анна Абрамовна Гилёва (Рогова) — сестра Якова и Николая Роговых. У Сергея было четыре брата: Александр, Семен, Николай и Фёдор (20.09.1851 — 5.02.1933) и три сестры: Мария, Анна и Марфа. В 1853—1863 годах семья жила в Кудымкаре Соликамского уезда Пермской губернии, где работал отец управляющим Ивенского округа Строгановского майората.
В 1863 году в связи с переводом отца в Очёрский округ, 2—3 года учился в Очёрской школе, после чего поступил в первый класс Усольской трёхклассной школы, где проучился ещё год, а затем был переведён во второй класс Пермской гимназии, где учился до шестого класса.
В 1872—1879 годах учился в Московской консерватории стипендиатом Московской городской управы. Первый год учился в классе скрипки младшего преподавателя И. В. Гржимали и в классе пения профессора Дж. Гальвани, у которого и окончил консерваторию, в 1873—1876 годах в классе профессора П. И. Чайковского.
Во время обучения исполнил партию Онегина на премьере 17 марта 1879 года оперы «Евгения Онегина» в Малом театре в Москве. П. И. Чайковский 19 марта 1879 года отмечал, что «голос Гилёва ничтожен, сух и лишён прелести». После окончания Императорской Московской консерватории с дипломом на звание свободного художника отбывал воинскую повинность в гренадерском корпусе в Москве как вольноопределяющийся. Участие 12 июня 1879 года в опере «Евгения Онегина» под управлением Н. Г. Рубинштейна в присутствии великого князя Константина Николаевича, позволило «получить почёт и уважение от всего офицерства, всякие льготы и преимущества до конца службы».
В 1879—1880 годах участие в антрепризах П. М. Медведева. С мая 1881 по 1885 год С.Гилёв проживал в Екатеринбурге, открыв с 1 сентября 1881 года за оплату музыкальные классы по изучению пения-соло, теории музыки, фортепиано, сольфеджио и хоровое пение по программе Московской консерватории. Классы организованы на собственные деньги и преподавал лично. В 1881—1885 годах руководил хором Екатеринбургской женской гимназии (по улице Толмачёва 8) и хором городского музыкального кружка. Выступал в качестве певца в операх «Фауст» Гуно (Мефистофель), «Трубадур» Верди (граф ди Луна), в концертах, исполняя народные песни, арии из опер и романсы. В мае 1883 года дирижировал объединённым хором учащихся мужской и женской гимназий, реального училища и музыкального кружка (около 130 человек), исполнявшим написанную им к коронации Александра III кантату на две русские темы. В октябре 1883 года Гилёв организовал в Екатеринбурге певческую мужскую капеллу из 55 хористов-любителей, исполняя русские народные песни и оперные хоры. Летом 1884 года капелла гастролировала в Нижнем Новгороде, Казани, Саратове, Симбирске, Перми, Самаре и других городах, однако в 1885 году была распущена, а С.Гилёв объявил себя банкротом. Учеников не стало, а из гимназии был уволен.
В 1885 году Сергей Васильевич женился на дочери золотопромышленника Анне Никифоровне Ислентьевой, обвенчавшись в Нижне-Исетском Заводе. В 1885 году умер в младенчестве их сын, а в 1891 году умерла и четырёхлетняя дочь Елена. После свадьбы семья путешествовала, они жили в Москве, Петербурге, полгода во Франции и год в Италии, где прошёл курсы и получил удостоверение об обучении у знаменитого певца. Несколько лет жил в Казани, организовав там музыкальные классы и преподавая церковное пение в Казанской духовной семинарии, супруга же служила в лечебнице сиделкой или сестрой милосердия, целые дни отсутствуя в доме. В 1898—1916 годах проживал в Москве, находясь на казённой службе учителем пении в 1900—1907 годах в Николаевском женском училище, а с января 1902 года по октябрь 1907/1908 год преподавал в качестве профессора по классу пения в Музыкально-драматическом училище Московского филармонического общества с классом в 20-30 учеников, в 1906—1907 годах был учителем пения в Музыкально-драматическом училище Кетхудовой, в 1910 году был учителем пения в Басманном 4-х классном городском училище, а в 1912 году давал уроки музыки, а в 1913—1914 годах давал уроки пения, в 1916 году был профессором пения в Высшем Басманном начальном училище и Лефортовском 2-м городском училище. По некоторым данным значился профессором Московской консерватории.
В марте 1905 года подписывал письмо в защиту Н. А. Римского-Корсакова. Затем жил в Козельске. В 1918 годах с женой поселяются в Раненбург Рязанской области, став заведующим музыкальной школой, работал в педагогическом техникуме, читал лекции в кружке искусства в рамках переподготовки школьных работников Раненбургского уезда, устраивал концерт этнографического характера, был избран в комиссию по проведению митинга в честь третьей годовщины Октябрьской революции. В сентябре 1925 года стал преподавателем в Рязанской государственной музыкальной школе II ступени. В 1927 году С.Гилёв вышел на пенсию, вернулся в Раненбург и стал давать уроки, однако спустя полгода его снова пригласили на службу в Рязань, одновременно предложив полный оклад и пенсию в должности профессора будущего Рязанского музыкального колледжа имени Г. и А. Пироговых. А 15 августа 1931 года был освобождён от работы преподавателя сольного пения в музыкальном техникуме.
Умер 6 октября 1933 года в Рязани. Газета «Ленинский путь» опубликовала некролог от имени директора Рязанского государственного музыкального техникума Семёна Александровича Заливухина. В 1960-х годах могила С. В. Гилёва на Скорбященском кладбище Рязани не значилась.

## Пиччитон
Изобрёл музыкальный инструмент подобие упрощённого пианино, доступных для небогатых учеников и применим в школах. Так, Х. Н. Херсонский описывал инструмент в 1923 году как «деревянный ящик с аршин длиной, под крышкой которого фортепианная клавиатура и три октавы. Инструмент обладал небольшим, но мелодичным, приятным звуком, а при нажатии рычажка давал ещё пианиссимо звук при сохранении его отчётливости. Струны заменены стальной гребёнкой, а ударные молоточки — цепляющимися за зубья гребёнки крючками-щипчиками». «Вестник работников искусств» № 8 за 1926 год сообщал, что С. В. Гилев преподнёс изобретение «Пиччитона» в дар государству. Пиччитон внешне представлял собой ящик с отрезанной клавиатурой и с крышкой от рояля. Клавиши были нормальной величины. Клавиатура располагала 5,5 октавами, хотя были и в 3,5 октавы. Вместо струн — зубцы стальных гребёнок, которые помещались внутри ящика, позади клавиатуры. «Пиччитон», по красоте тембра, представлял собой среднее между арфой и челестой. «Пиччитон» располагал усиливающим и ослабляющим звуки регулятором, который по желанию переводился в педаль. Инструмент держал строй и не нуждался в настройке. «Пиччитон» мог заменить при исполнении старинной музыки клавикорды.

## Хроматический камертон
Хрисанф Николаевич Херсонский описал в 1923 году также второй изобретённый Сергеем Гилёвым инструмент как «совсем маленькая коробочка, помещаемая в жилетном кармане. Хроматический камертон — клавишный инструмент в одну и полторы октавы, дающий очень отчётливый звуки и гораздо удобнее обыкновенного камертона». Но в начале первая мировая война, а потом революция не позволило выпускать массово, также не проявил интерес к изобретению и нарком А. В. Луначарский.